# John Hoeven
John Henry Hoeven III (ur. 13 marca 1957 w Bismarck, Dakota Północna) – amerykański polityk, członek Partii Republikańskiej. Od 2000 do 2010 roku pełnił funkcję gubernatora stanu Dakota Północna. Od 2011 roku pełni funkcję amerykańskiego senatora ze stanu Dakota Północna.